# Giovanni Crippa
Giovanni Crippa IMC (* 6. Oktober 1958 in Besana in Brianza, Provinz Monza und Brianza) ist ein italienischer Ordensgeistlicher und römisch-katholischer Bischof von Ilhéus.

Wappen von Giovanni Crippa

## Leben
Giovanni Crippa wuchs in Barzanò auf und besuchte das Kleine Seminar in Bevera (Gemeinde Castello di Brianza). Anschließend trat er der Ordensgemeinschaft der Consolata-Missionare bei und legte am 13. September 1981 die Profess ab. Er studierte Philosophie an der Federazione Interreligiosa per gli Studi Teologici (FIST) in Turin und Katholische Theologie an der Päpstlichen Universität Gregoriana in Rom. Am 14. September 1985 empfing Crippa in Bevera durch den Weihbischof in Mailand, Renato Corti, das Sakrament der Priesterweihe.
Von 1987 bis 1993 wirkte Giovanni Crippa als Verantwortlicher für die Missionsarbeit und die Berufungspastoral in Turin. Nach weiterführenden Studien erwarb Crippa an der Päpstlichen Universität Gregoriana ein Lizenziat im Fach Kirchengeschichte und wurde 1996 mit der Arbeit I missionari della Consolata in Etiopia prima e durante il periodo coloniale Italiano (1913–1942) („Die Consolata-Missionare in Äthiopien vor und während der italienischen Kolonialzeit (1913–1942)“) in dieser Disziplin promoviert. Bereits seit 1993 war er Professor an der Fakultät für Missionswissenschaft der Päpstlichen Universität Urbaniana und am Istituto Superiore di Catechesi e Spiritualità Missionaria in Castel Gandolfo. 2000 wurde Giovanni Crippa als Missionar nach Brasilien entsandt, wo er zunächst als Pfarrvikar und ab 2004 als Pfarrer der Pfarrei Santíssima Trindade im Erzbistum Feira de Santana tätig war. Daneben wirkte er als Dozent an der dortigen erzbischöflichen Theologischen Fakultät und als Spiritual am Priesterseminar Santana Mestra. Außerdem war Crippa Mitglied des Priesterrats und des Konsultorenkollegiums des Erzbistums Feira de Santana sowie Provinzialrat der brasilianischen Ordensprovinz seiner Ordensgemeinschaft.
Papst Benedikt XVI. ernannte ihn am 21. März 2012 zum Weihbischof in São Salvador da Bahia und zum Titularbischof von Accia. Der Erzbischof von Feira de Santana, Itamar Navildo Vian OFMCap, spendete ihn am 13. Mai desselben Jahres in der Kirche Santo Antônio in Feira de Santana die Bischofsweihe; Mitkonsekratoren waren Murilo Sebastião Ramos Krieger SCJ, Erzbischof von São Salvador da Bahia, und Walmir Alberto Valle, emeritierter Bischof von Joaçaba. Sein Wahlspruch In ædificationem corporis Christi („Für den Aufbau des Leibes Christi“) stammt aus Eph 4,12 . Am 25. September 2013 wurde Giovanni Crippa zudem Apostolischer Administrator des vakanten Bistums Estância.
Papst Franziskus ernannte ihn am 9. Juli 2014 zum Bischof von Estância. Die Amtseinführung erfolgte am 24. August desselben Jahres. Am 11. August 2021 bestellte ihn Papst Franziskus zum Bischof von Ilhéus. Die Amtseinführung fand am 9. Oktober desselben Jahres statt.
In der Brasilianischen Bischofskonferenz (CNBB) ist Giovanni Crippa Mitglied der Kommission für die missionarische Pastoral.